# Kastell Ighiu
Das Kastell Ighiu, auch Kastell Măgulici genannt, ist ein römisches Numeruskastell auf dem Gebiet der Gemeinde Ighiu im rumänischen Kreis Alba in der Region Siebenbürgen. In antiker Zeit war es Bestandteil der zentralen Anlagen des Dakischen Limes. Administrativ gehörte es zur Provinz Dacia superior bzw. Dacia Apulensis.

## Lage
Im heutigen siedlungsgeographischen Bild liegt das Kastell rund zwei Kilometer südwestlich der Dorfes Ighiu (in der gleichnamigen Gemeinde), nach dem es benannt ist, und neun Kilometer nordwestlich von Alba Iulia. Topographisch befindet sich das Kastell zwischen dem Bach Ighiu im Nordosten und dem Fluss Ampoi im Süden auf dem 492 m hohen Dealului Măgulici (Măgulici-Berg), von dem eine weitreichende Sicht in alle Himmelsrichtungen besteht. Es liegt dort in einer Entfernung von rund 1200 m nördlich oberhalb des Drum național 74, einer Pass-Straße, die Alba Iulia mit Abrud verbindet, indem sie das Siebenbürgische Erzgebirge und das Bihor-Gebirge quert. Vermutlich bestand dort schon in römischer Zeit eine Passverbindung zwischen Apulum und dem Kastell Abrud, in deren Überwachung die Aufgabe der Garnison bestand. Auch die Nähe zu den westlich liegenden Edelmetallbergwerken von Alburnus Maior wird in diesem Zusammenhang eine nicht unbedeutende Rolle gespielt haben. Östlich der Berge beginnt eine fruchtbare Senke, die bis zum Fluss Mureș reicht und die schon früh als Siedlungskammer diente.

## Forschungsgeschichte
Spuren einer zivilen römischen Besiedlung der Region waren schon lange bekannt. Durch Aufzeichnungen, die Martin Opitz (1597–1639) für sein nie veröffentlichtes Werk Dacia antiqua von zwei inzwischen längst verschollenen römischen Grabsteinen aus der reformierten Kirche von Ighiu angefertigt hatte, konnte zumindest einer dieser Steine dem zweiten Jahrhundert zugeordnet werden. Erste zivile römische Fundstätten wurden dann in der zweiten Hälfte des 19. Jahrhunderts durch Karl Gooß und József Hampel identifiziert. Während des Zweiten Weltkriegs führten Constantin Daicoviciu, Dumitru Berciu und Ion I. Russu eine Reihe von Untersuchungen in der Region durch.
Das Kastell wurde erst 1956 von Mihai Macrea entdeckt und bis 1959 durch ihn selbst und Dumitru Protase erstmals archäologisch erforscht. Eine Kontrolluntersuchung erfolgte 2016 durch Mircea Gligor, erneute systematische Forschungen 2020 durch ein Kooperationsteam des Muzeul Național de Istorie a Transilvaniei (Nationalmuseum der Geschichte Siebenbürgens) und der Universitatea Babeș-Bolyai, beide aus Cluj-Napoca.

## Archäologische Befunde

### Vorrömische Besiedlung
Der älteste Fund der Ausgrabungen auf dem Dealului Măgulici war eine polierte Steinaxt aus dem Neolithikum. In der oben erwähnten Siedlungskammer östlich des Berges fanden sich:
- neolithische Siedlungsspuren in dem ebenfalls zur Gemeinde Ighiu gehörenden Dorf Șard aus der Zeit um 4500/4000 v. u. Z.[8]
- vier Siedlungen der frühbronzezeitlichen Coțofeni-Kultur (zwischen 3500 und 2500 v. u. Z.) auf dem Gebiet von Țelna (Gemeinde Ighiu)[9][10][11][12]
- eine Siedlung der mittelbronzezeitlichen Wietenberg-Kultur (zwischen 2200 und 1500 v. u. Z.) in Bucerdea Vinoasă[13]
- eine weitere bronzezeitliche Siedlung in Ighiel (Gemeinde Ighiu),[14] in der bereits Ende des 19. Jahrhunderts ein Depotfund aus der Zeit zwischen 2100 und 1600 v. u. Z. entdeckt worden war.[2][3]

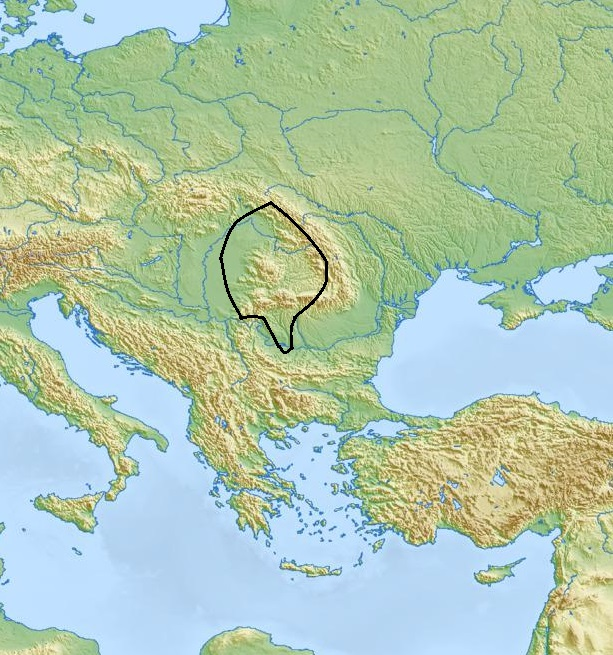
Verbreitungsgebiet der Coțofeni-Kultur
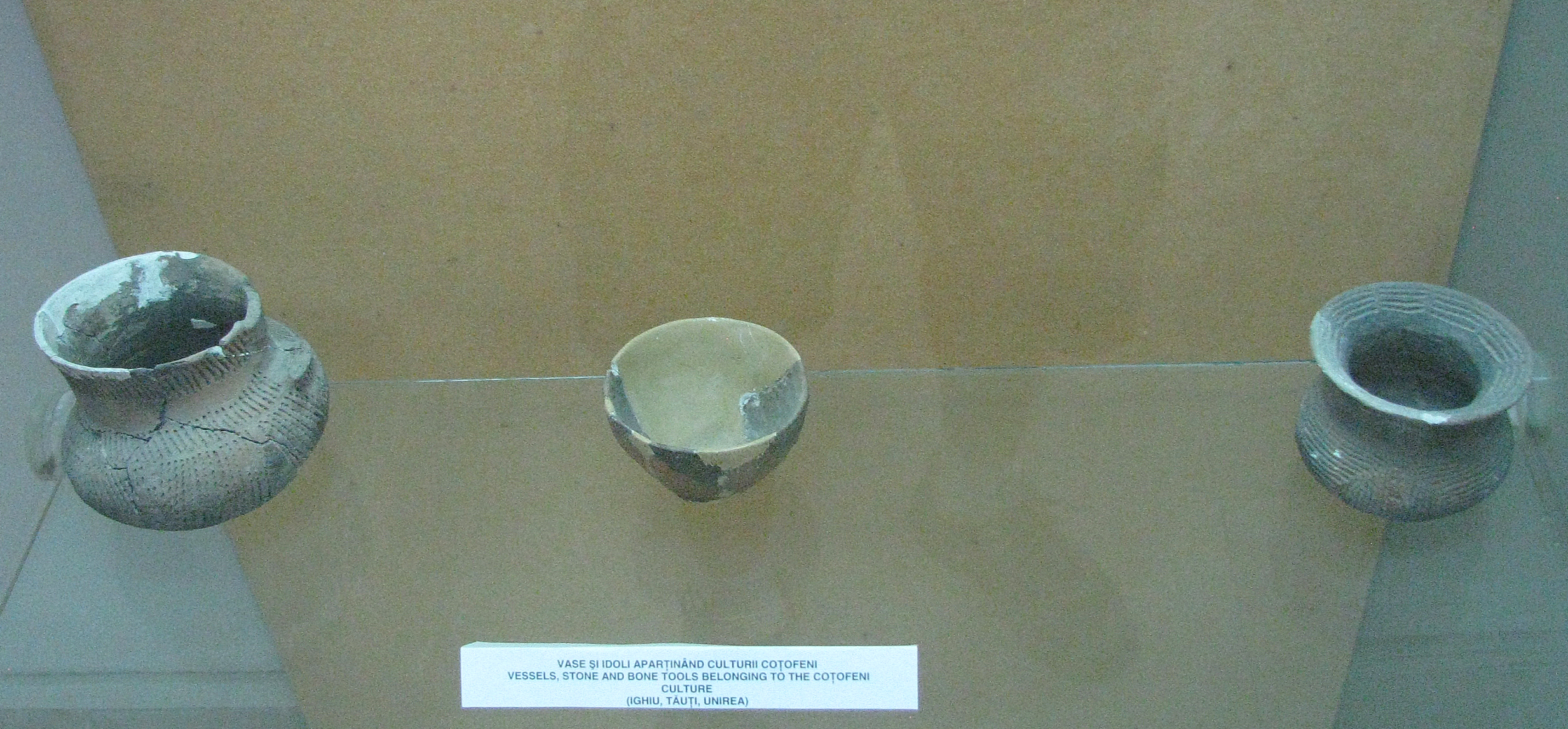
Keramik der Coțofeni-Kultur FO: Țelna AO: Muzeul Național al Unirii, Alba Iulia
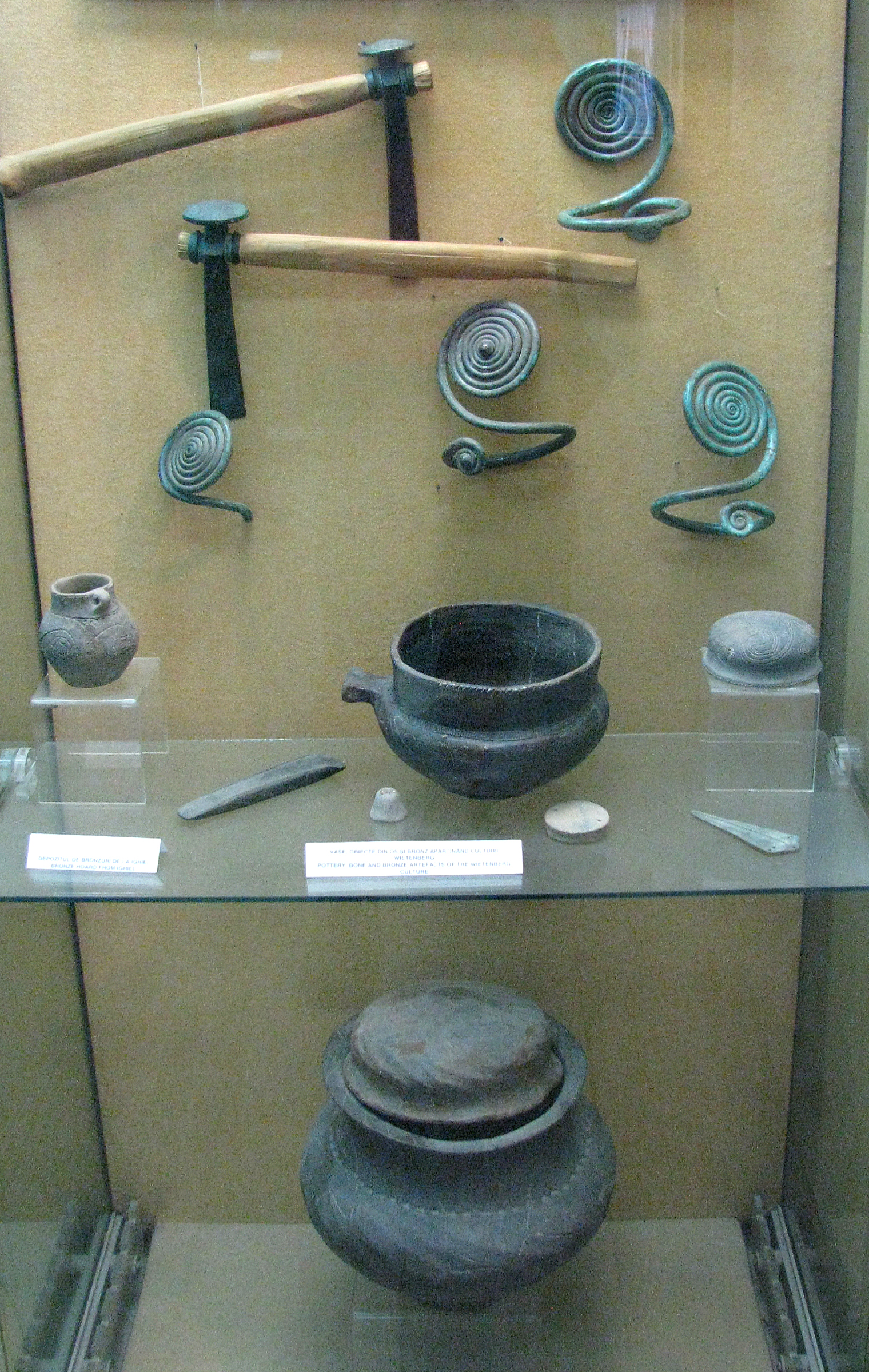
Artefakte der Wietenberg-Kultur FO: Bucerdea Vinoasă AO: Muzeul Național al Unirii, Alba Iulia
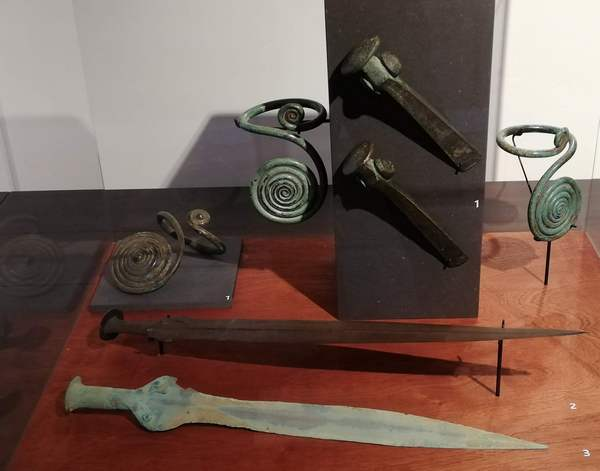
Depotfund von Ighiel FO: Ighiel AO: Muzeul Național de Istorie a României, București

### Zivile römische Besiedlung
Wie schon die Menschen des Neolithikums und der Bronzezeit nutzten die Römer nach ihrer Besetzung Dakiens die Vorteile der alten Siedlungskammer, so dass dort einige zivile Ansiedlungen entstanden:
- Nur rund einen Kilometer nördlich des Kastells, gut einen Kilometer südwestlich von Ighiu und knapp einen Kilometer südöstlich von Ighiel entfernt, fanden sich die Spuren eines Kalksteinbruchs, einer kleinen Siedlung (einschließlich einer Villa rustica) und einer Nekropole. Die beiden weiter oben erwähnten, verloren gegangenen Grabsteine aus der reformierten Kirche wurden dieser Nekropole zugeordnet. Sie umfasst rund 20 Tumuli mit Durchmessern von bis zu acht Metern. Mit Hilfe dort gefundener antoninischer Münzen konnte der Friedhof dem zweiten Jahrhundert zugewiesen werden.[2]
- Auf dem Gebiet des Dorfes Șard befand sich eine weitere römische Siedlung, die durch Fundamentspuren, Bauelemente, Münzen aus der Zeit vom ersten bis zum dritten Jahrhundert, verschiedene Fundmaterialien und einige Inschriften nachgewiesen wurde.[15] Auch dort gibt es ein Gräberfeld.[16][3]

### Kastell
Das Kastell Ighiu ist ein Holz-Erde-Lager mit rechteckigem Grundriss und den typischen abgerundeten Ecken. Mit seinen Abmessungen von 41/42 m mal 50 m nimmt es eine Fläche von 0,21 Hektar in Anspruch. Mit seinem einzigen Tor ist es nach Westen hin ausgerichtet. Ein Titulum (Schutzgraben) vor dem Tor, das 1959 angenommen worden war, konnte bei den Ausgrabungen im Jahr 2020 nicht bestätigt werden. Geschützt wurde das Lager von einem neun Meter breiten und anderthalb Meter hohen Erdwall mit einer Palisade. Davor verlief als Annäherungshindernis ein 2,70 m breiter Spitzgraben.
Im Abstand von bis zu 64 m westlich des Kastells wurde ein weiteres Wall-Graben-System identifiziert, das jedoch nicht rechtwinklig, sondern polygon konstruiert war. Es ist unklar, ob das System einst das ganze Kastell umlief, da es nur auf dessen Westseite festgestellt werden konnte. Mangels eindeutiger Funde aus diesem Bereich und aufgrund der unregelmäßigen Form kann noch nicht einmal mit Sicherheit behauptet werden, dass dieses System römerzeitlich ist. Unter Berücksichtigung des gefundenen Steinbeils aus dem Neolithikum kann eine prähistorische Anlage auf dem Măgulici nicht ausgeschlossen werden.
Im Inneren der Fortifikation wurden mehrere Befunde gesichert. Bei den meisten handelte es sich um Gruben, aber auch eine mögliche Wegpflasterung konnte beobachtet werden. Die Befunde deuten darauf hin, dass das Kastell eine dauerhafte Anlage und kein Marschlager war. Das Fundmaterial setzte sich vor allem aus Eisen-, Keramik-, Glasfragmenten und Knochen zusammen. Eine vereinzelte Münze des Marcus Aurelius (161–180) konnte geborgen werden. Insgesamt fielen aber zu wenig datierbare Funde an, um eine gesicherte Chronologie des Lagers zu erstellen. Die Untersuchungen des Jahres 2020 konnten auch die Ende der 1950er Jahre aufgestellte Hypothese, es könne sich bei dem Kastell um eine trajanische Gründung handeln, nicht erhärten.

Verschiedene Ansichten des Fundortes
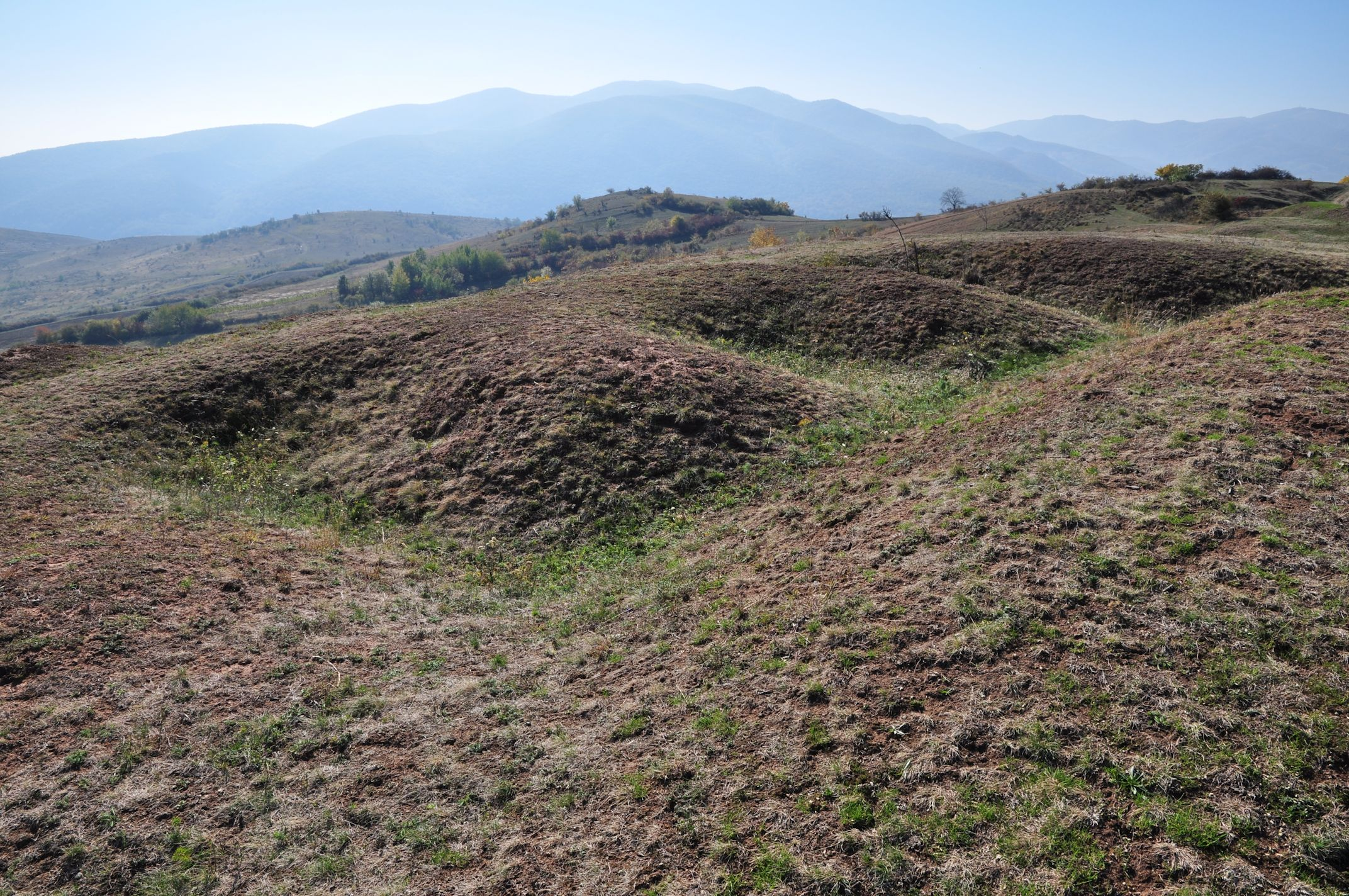
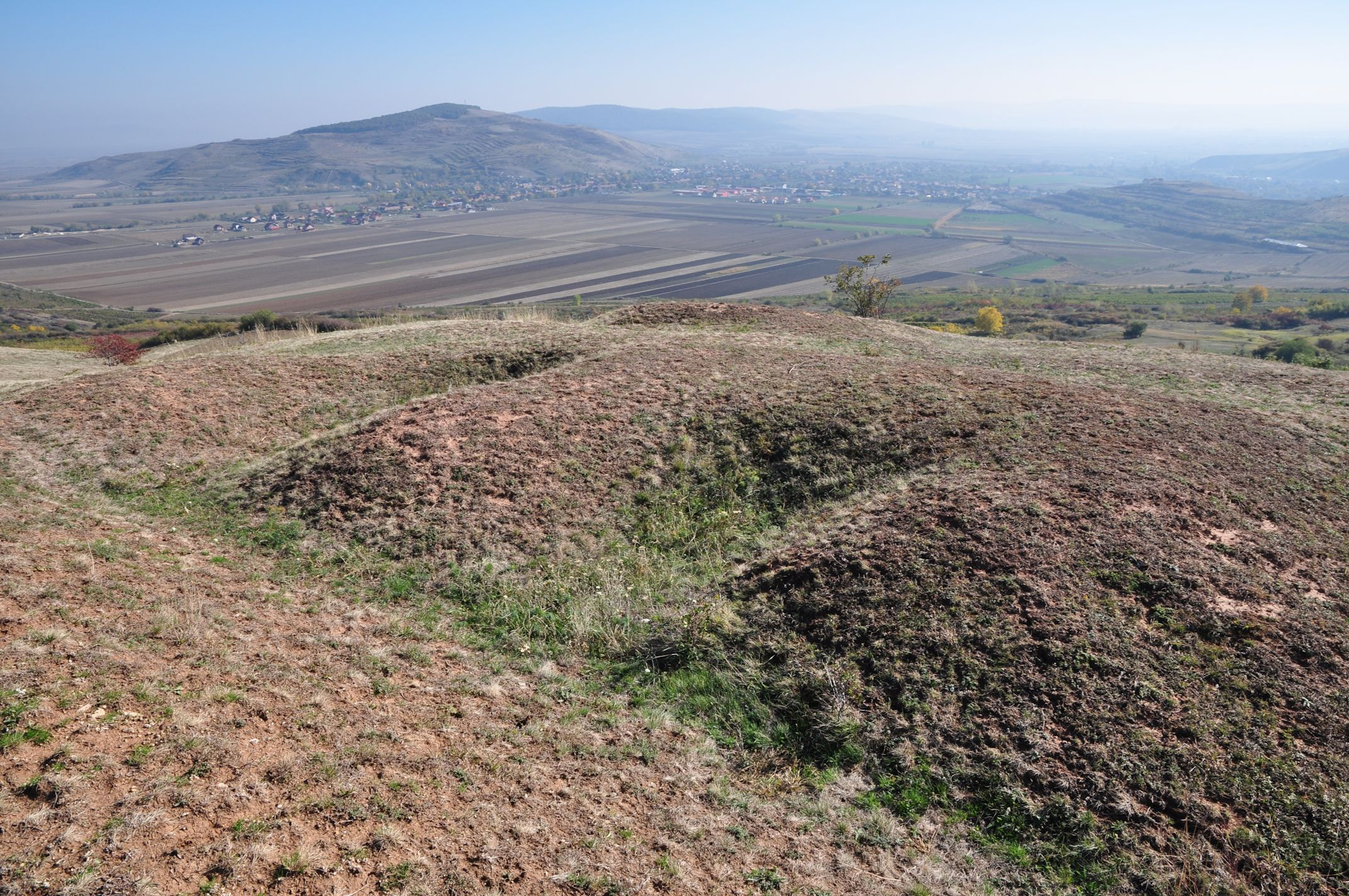
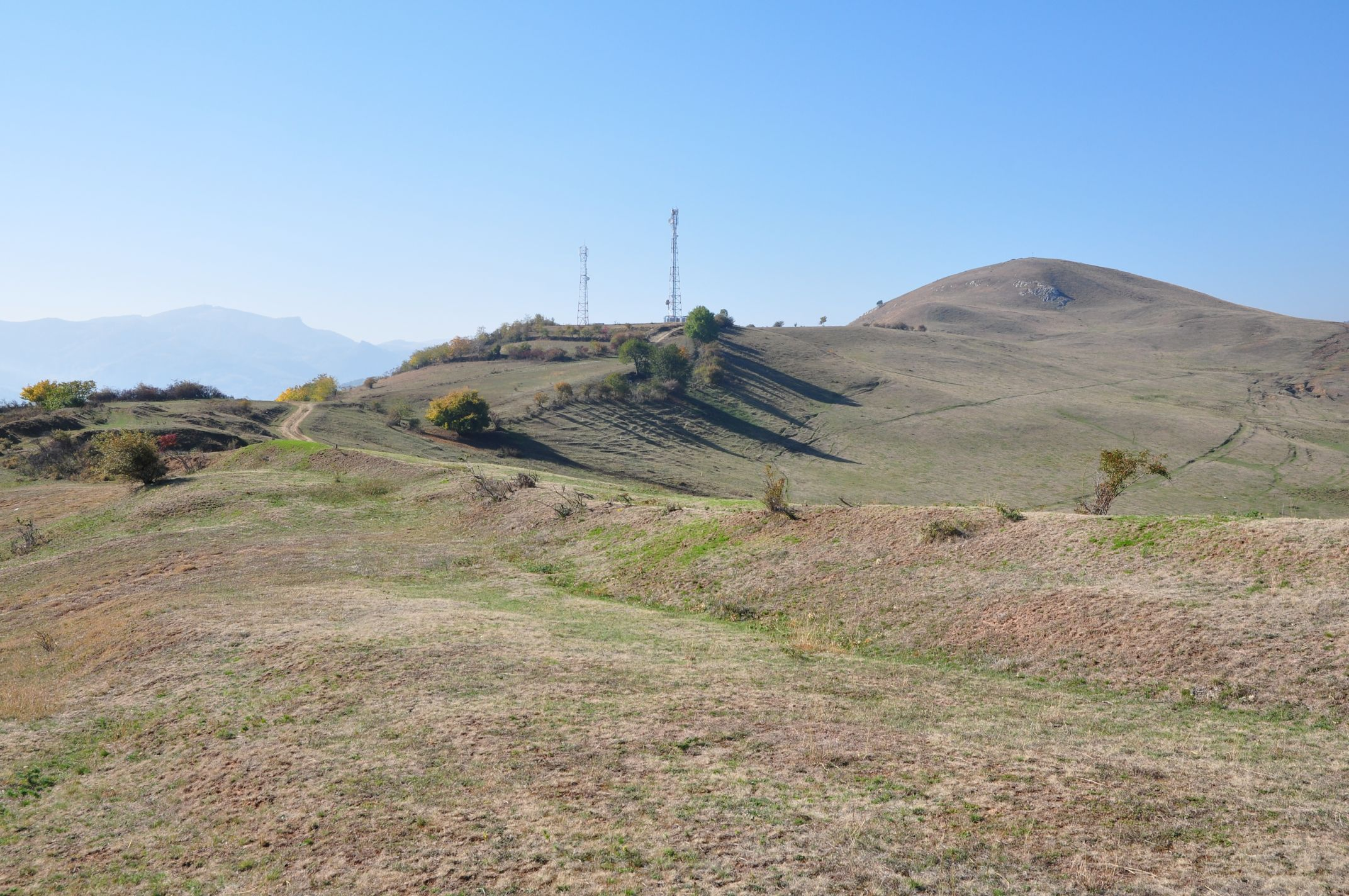
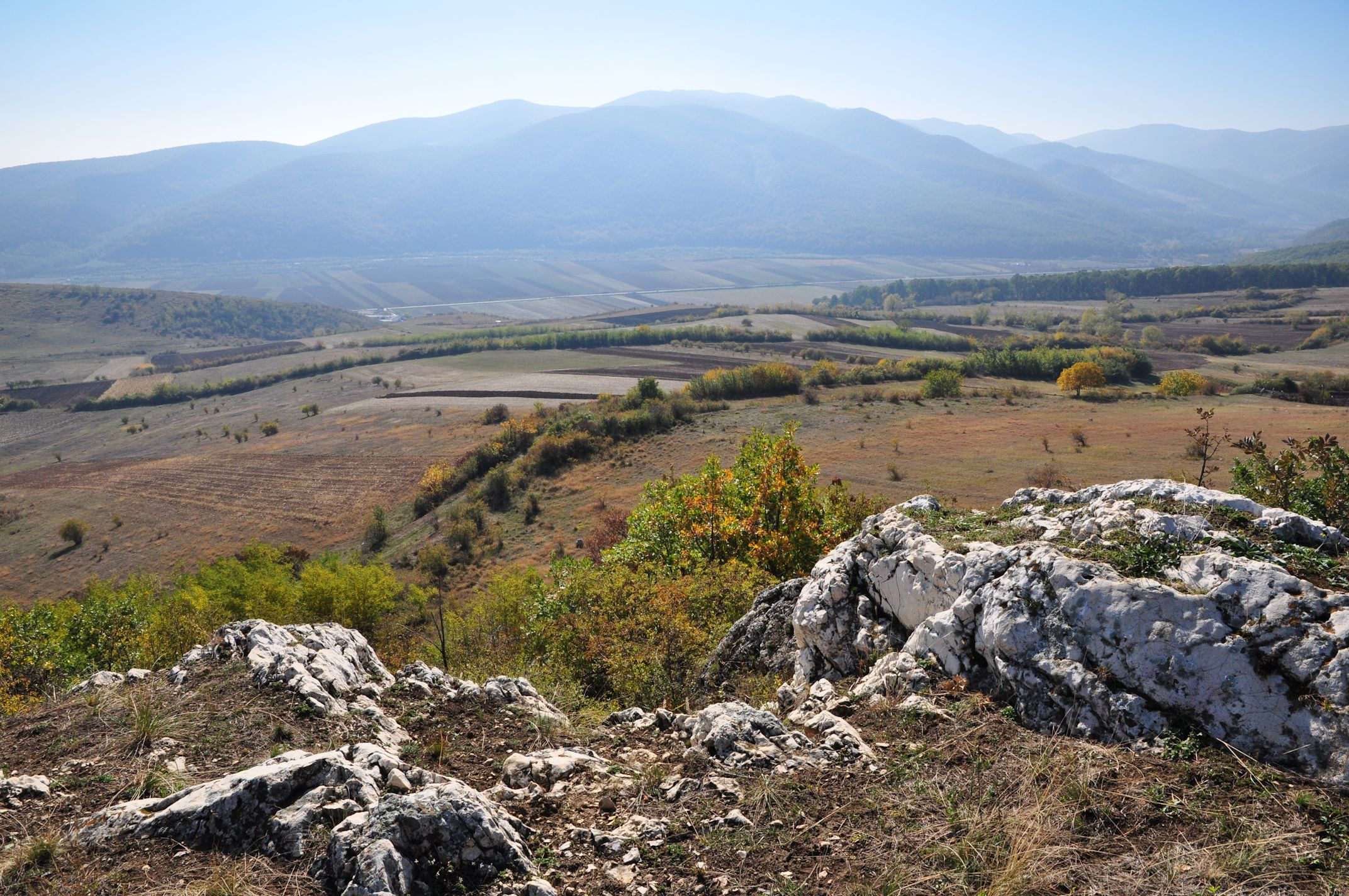
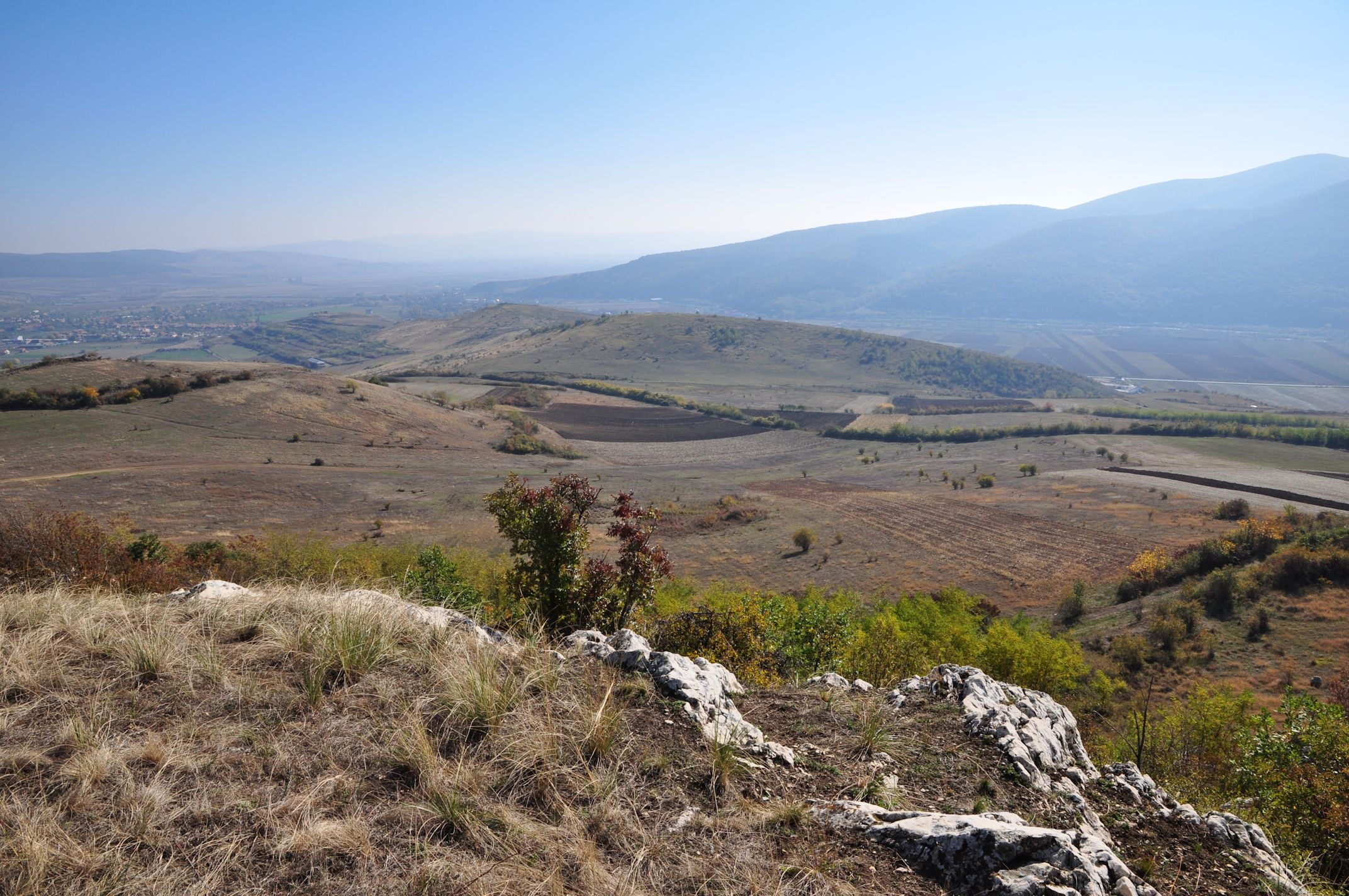

## Denkmalschutz
Das Kastell auf dem Dealului Măgulici ist nach dem 2001 verabschiedeten Gesetz Nr. 422/2001 als historisches Denkmal unter Schutz gestellt. Das Gelände ist mit dem LMI-Code AB-I-s-B-00048 in der nationalen Liste der historischen Monumente (Lista Monumentelor Istorice) eingetragen. Der entsprechende RAN-Code lautet 4936.01. (Die Codes zu den übrigen Fundstellen wurden oben in den Anmerkungen der Einzelbesprechungen angegeben.) Zuständig ist das Ministerium für Kultur und nationales Erbe (Ministerul Culturii și Patrimoniului Național), insbesondere das Generaldirektorat für nationales Kulturerbe, die Abteilung für bildende Kunst und die Nationale Kommission für historische Denkmäler sowie weitere, dem Ministerium untergeordnete Institutionen. Ungenehmigte Ausgrabungen sowie die Ausfuhr von antiken Gegenständen sind in Rumänien verboten.